# Matthias Neubert
Matthias Neubert (* 20. Dezember 1962 in Siegen) ist ein deutscher Physiker und Hochschullehrer. Er forscht auf dem Gebiet der theoretischen Teilchenphysik.

## Leben und Wirken
Matthias Neubert studierte ab 1984 Physik, Mathematik und Chemie an der Universität Siegen. Nach dem Vordiplom (1985) wechselte er an die Ruprecht-Karls-Universität Heidelberg, wo er 1988 sein Diplom erhielt und 1990 unter der Betreuung von Berthold Stech promoviert wurde. Bis 1991 forschte er noch dort, ehe er ans Stanford Linear Accelerator Center (SLAC) ging. 1993 habilitierte er sich zum Thema Heavy-quark symmetry. Anschließend arbeitete er bis 1998 am CERN. 1998 wurde er Honorarprofessor an der Universität Heidelberg und 1999 Gastprofessor an der Stanford University und am SLAC. 1999 wurde er Professor an der Cornell University und 2003 Direktor des Cornell Institute for High-Energy Phenomenology (CIHEP). 2006 wechselte er als Professor für theoretische Elementarteilchenphysik an die Johannes Gutenberg-Universität Mainz.
Neubert arbeitet auf dem Gebiet der theoretischen Elementarteilchenphysik, insbesondere den Quantenfeldtheorien der starken und elektroschwachen Wechselwirkungen, aber auch zu effektiven Feldtheorien, Flavourphysik schwerer Quarks, Renormierungsgruppentechniken und Resummation, CP-Verletzung, zu Erweiterungen des Standardmodells der Teilchenphysik (wie Supersymmetrie, zusätzliche Raumzeit-Dimensionen, Randall-Sundrum-Modell) und deren Signaturen am Large Hadron Collider.

## Auszeichnungen und Ehrungen
- 2005 Humboldt-Forschungspreis
- 2006 Fellow der American Physical Society
- 2008 Korrespondierendes Mitglied der Heidelberger Akademie der Wissenschaften[1]
- 2009 J. Hans D. Jensen Preis[2]
- 2014 Wahl in die Akademie der Wissenschaften und der Literatur[3]
- 2023 Advanced Grant des Europäischen Forschungsrates für das Projekt From conformal symmetries and integrability to the Electron-Ion Collider[4]
- 2024 Erwin Schrödinger Gastprofessur an der Universität Wien[5]

## Werke
- Langreichweitige Confinement-Phänomene in nichtleptonischen schwachen Zerfällen von Hadronen. Dissertation, Universität Heidelberg 1990.
- Heavy-quark symmetry. In: Physics Reports, Band 245 (1994), Nr. 5/6, S. 261–397 ISSN 0370-1573